# Rick Jones
Richard Milhouse Jones, più noto come Rick Jones, è un personaggio immaginario dei fumetti, creato da Stan Lee (testi) e Jack Kirby (disegni). Pubblicato dalla Marvel Comics, è apparso la prima volta sull'albo Incredible Hulk (prima serie) n. 1 (maggio 1962).
In passato è stato membro onorario dei Vendicatori e ha vestito i panni di Bucky, storico alleato di Capitan America. In alcuni numeri tratti da The Incredible Hulk è divenuto il nuovo Hulk, chiamato anche Hulk Adolescente, visto che rappresenta un Hulk molto più giovane e scavezzacollo per certi versi simile al suo alter ego. In questa forma ha assunto le capacità sovrumane del primo Hulk, come la forza e la velocità, ma in versione inferiore. Durante l'arco dedicato ad Hulk Rosso, Rick è divenuto il nuovo Abominio, ereditando il ruolo di Emil Blonsky, con il nome di Bomba-A (A-Bomb).
Rick è stato protagonista di un albo di What if? del dicembre 1978 che racconta cosa sarebbe successo se Rick fosse stato esposto ai raggi gamma e si fosse tramutato in Hulk.

## Biografia del personaggio
Le vicende del giovane Rick Jones si intrecciano a quelle di molti altri personaggi Marvel, primo fra tutti Bruce Banner. Fu proprio per salvare Rick, che era capitato in un'area in cui si stavano svolgendo esperimenti con la bomba gamma, che Bruce fu investito dalle radiazioni e si trasformò nell'Incredibile Hulk. Per diverso tempo Rick, in preda ai sensi di colpa per ciò che aveva causato a Bruce, fu il compagno di Hulk (e anche negli anni successivi restò sempre al suo fianco, essendo l'unica persona che Hulk considera amica).
Dopo essere stato per un breve periodo un membro onorario dei Vendicatori (che si sono formati proprio grazie ad una sua richiesta d'aiuto) divenne il compagno di Capitan America, vestendo i panni che furono di Bucky.
Il loro sodalizio però fu breve, perché Rick non si sentiva all'altezza del Bucky originale, e dopo aver aiutato Cap in un paio di missioni contro l'HYDRA, i due si separarono.
Rick un giorno trovò certi braccialetti, detti Nega-Bande, che servivano per entrare in contatto con il guerriero Kree Mar-Vell, prigioniero nella Zona negativa, e li usò per scambiare posto con questi, liberandolo.
Rick, utilizzando la Destiny Force (una forza psionica liberata in lui dall'Intelligenza Suprema) per richiamare nel presente eroi del passato, riuscì anche a stabilire una tregua tra le due razze nemiche Kree e Skrull. Mar-Vell e Rick continuarono per diverso tempo a condividere avventure, fino alla tragica morte del guerriero Kree.
Durante il numero 322 di The Incredible Hulk, Rick acquista la capacità di trasformarsi in un nuovo Hulk, dalla pelle verde e da una forza simile al precedente Hulk. Ed è in questa forma che Rick affronta prima l'Hulk Grigio (alias Joe Fixit), per poi affrontare altri numerosi personaggi tra i quali Zzzax, gli Hulkbusters e Outcasts. In seguito Rick fu curato dal Capo, che aveva perso le sue capacità intellettuali, e da Hulk. L'energia gamma nel suo corpo fu trasferita in quello del Capo. In seguito si scoprirà che a causa dell'esperimento, Rick ha acquisito un legame mentale con il Capo.
Anni dopo Rick sposò Marlo Chandler, una ragazza di Las Vegas che ebbe un breve flirt con Hulk quando assunse l'identità di Joe Fixit.
Rick si trovò coinvolto anche nella Destiny War: accanto ai Vendicatori, egli riuscì ad impedire ai Time Keepers (in italiano: Guardiani del Tempo) di distruggere diverse linee temporali popolate dalla razza umana. Nello scontro però rimase seriamente ferito e, per salvarlo, Genis-Vell (figlio di Mar-Vell) stabilì con lui un contatto simile a quello che Rick aveva avuto con Mar-Vell.
Anni dopo Rick finanziò la formazione e l'attività del gruppo dei Loners..

### Civil War
Durante Civil War Capitan America viene dichiarato ufficialmente morto al suo arrivo al Mercy Hospital.
Rick Jones era presente al funerale di Capitan America; durante la funzione Sam Wilson (alias Falcon) ha ricordato a tutti del suo periodo al fianco dell'eroe, cosa di cui il ragazzo va molto fiero.
Successivamente Rick ha cercato di consolare Sharon Carter, distrutta dalla perdita dell'amato compagno, ricordandole quanto Steve l'amasse profondamente.

### World War Hulk
Rick, essendo il primo e forse l'unico amico di Hulk, ha cercato di farlo ragionare dopo che questi aveva massacrato i Vendicatori (registrati e non) e i Fantastici Quattro; pur ammettendo che Stark e Reed Richards meritavano una punizione per quanto avevano fatto (riferendosi al suo esilio e alla Civil War) disse a Hulk che stava sbagliando modo; prima che potesse rispondergli, però, esso è stato attaccato da un incantesimo del Dottor Strange.
Rick è stato poi catturato da Elloe quando è stato scoperto cercare di avvertire Strange del loro arrivo; portato al cospetto del suo ex amico, Rick ha cercato - invano - di farlo desistere, spiegandogli che quel che sta facendo va oltre il concetto di giustizia ma è divenuta una spietata vendetta.
Dopo che il duello tra Hulk e Sentry finisce con il ritorno in forma umana dei due, Miek cerca di colpire con una lancia Bruce Banner, nell'intento di farlo ritrasformare in Hulk; Rick però scansa Bruce e viene colpito al suo posto, scatenando così la rabbia del Golia Verde. Al termine della guerra, Rick viene ricoverato presso lo S.H.I.E.L.D.

### Bomba - A e l'Hulk Rosso
Inspiegabilmente, qualche tempo dopo, Rick si è ritrovato nudo al confine tra l'Alaska e la Russia, poco distante da un'esplosione, non sapendo in che modo sia finito lì.
Rick ha misteriosamente acquistato la capacità di trasformarsi in Bomba - A, una sorta di secondo Abominio dalla pelle squamata blu; con questi nuovi poteri si è battuto con l'altrettanto enigmatico Hulk Rosso.
Dopo che Rulk è stato sconfitto dall'Hulk verde, Rick, tornato in forma umana, stava per rivelarne la sua vera identità, ma è stato abbattuto da Doc Samson prima di svelare il segreto.
Bomba-A poi affronta Doc Hulk, il quale ha la meglio su di lui, e gli inietta un siero anti-gamma, privando Rick dei suoi poteri, ritenendo che le persone che possiedono i poteri gamma sono un pericolo per la comunità.

## Poteri e abilità
Inizialmente, Rick Jones non dispone di particolari superpoteri. Tuttavia, in passato ha assunto svariati poteri, come la telecinesi, la creazione di proiezioni mentali, il limitato controllo del tempo, la generazione di energia, un fattore rigenerante e la forza del destino, ovvero l'accesso alla forza della mente umana.
Particolare potere ci viene poi dal numero 322 dell'Incredibile Hulk e di What if? del dicembre 1978, nel quale Rick, dopo essere stato esposto ai raggi gamma, si trasforma in un nuovo Hulk, denominato Hulk Adolescente. Questo Hulk possiede tutti i poteri dell'Hulk classico, ma è meno potente, in quanto si tratta di una versione ancora non sviluppata del mostro verde. In questo stadio, Rick possiede i poteri e tutte le capacità di Hulk, inclusi il fattore rigenerante, la forza proporzionale alla rabbia ed il resto e come il precedente Hulk è privo di autocontrollo e rappresenta tutto ciò che di più nascosto e intimo un uomo solitamente si tiene celato dentro e che, improvvisamente, esplode con tutta la sua violenza, spiazzando coloro che gli stanno intorno, anche se nel cartone Hulk e gli agenti S.M.A.S.H. mantiene la sua stessa mentalità ma in un corpo mutato. Sempre nella stessa serie, Rick può diventare una sfera ed ha il potere dell'invisibilità. Durante il numero di What if?, Rick riesce a controllare Hulk utilizzando la sua stessa forza del destino.
Negli anni recenti ha posseduto i braccialetti Nega-Bande che gli permettono, una volta sbattute l'una contro l'altra, di scambiarsi di posto con Capitan Marvel III, che si trova nel microverso. Nel numero What if? è stato in grado di dividersi dall'Hulk Adolescente.
Dopo esser stato sottoposto ad uno speciale esperimento basato sull'irradiazione ad opera dei raggi gamma dall'Intellighenzia, Rick ha acquisito la capacità di trasformarsi, se in stato adrenalinico, in Bomba-A, un'imponente creatura simile ad Abominio e dotata di forza, resistenza, velocità, agilità e riflessi sovrumani, di scaglie in grado di cambiare colore a comando per permettergli di mimetizzarsi con l'ambiente circostante e di spunzoni, artigli, denti e sangue irradiato letali. Dopo un'ulteriore modifica da parte di M.O.D.O.K., Rick diviene al contempo in grado di mantenere il proprio autocontrollo durante la trasformazione e impossibilitato a regredire alla sua normale forma umana. In seguito, grazie ad un desiderio espresso da Hulk presso un pozzo dei desideri, Rick acquisisce anche la possibilità di trasformarsi a comando in Bomba-A e di regredire alla sua normale forma umana con altrettanta facilità, ottenendo finalmente il totale controllo sulla sua mutazione.

## Altre versioni

### Universo 7812
Sul numero di What if? del dicembre 1978 è apparsa una storia alternativa ambientata nell'universo 7812 in cui Rick viene investito dai raggi gamma al posto di Bruce Banner e si trasforma in Hulk Adolescente. Visto che questo nuovo Hulk è ancora in fase di crescita, non è molto forte come la sua controparte, tanto che il Generale Ross rimane addirittura annoiato durante il combattimento. Inizialmente, come Bruce, Rick si trasforma nel mostro soltanto di notte e in seguito durante momenti di forte stress e d'ira.
Come accadde a Hulk/Bruce Banner, anche Rick viene preso di mira dal fratellastro di Thor, Loki, e salvato dall'intervento dei Vendicatori, di cui divenne membro ufficiale.
In seguito Bruce riesce a reprimere la trasformazione di Rick e il ragazzo divenne il compagno di Capitan America, vestendo i panni che furono di Bucky. Rick aiutò Cap in un paio di missioni contro l'HYDRA, per poi trasformarsi nuovamente in Hulk e sconfiggere l'organizzazione. Dopo quest'ultima battaglia, Rick e Cap si separano.
In seguito alla fuga, Rick ottiene la forza del destino, ovvero l'accesso alla forza della mente umana, grazie alla quale riesce a controllare Hulk. Tuttavia decide di non trasformarsi nuovamente. Nel frattempo Bruce non ha mai perso la speranza di trovare una cura per Rick e si allea con Reed Richards per aiutare l'amico. Intanto Rick si trasforma in Hulk per affrontare Annihilus, in cerca di vendetta per una precedente sconfitta. Durante lo scontro entra in possesso dei braccialetti Nega-Bande e si divide da Hulk, formando due esseri separati.

### Ultimate
La versione Ultimate di Rick Jones è apparsa per la prima volta in Ultimate Origins, dove si può notare che è soltanto un adolescente che viene scelto, dagli "osservatori", come araldo per difendere la Terra.
Compare inoltre in due numeri di Ultimate Spider-Man dove si scopre la vera natura dei suoi poteri. Diversamente dall'universo classico, Rick veste i panni di Nova e possiede l'abilità del teletrasporto.

## Altri media

### Cinema
Il nome di Rick Jones compare nei titoli di testa de L'incredibile Hulk.

### Televisione
- Rick Jones compare in The Marvel Super Heroes.
- Rick Jones compare ne L'Incredibile Hulk.
- Rick Jones compare ne I Fantastici Quattro.
- Rick Jones compare tra i protagonisti de L'incredibile Hulk. Alla fine della prima stagione cade nel liquido contenente Hulk, assumendone i poteri e diventando un mostro verde con una forza fisica soprannaturale. Scappato nel deserto, Rick incontra Hulk Grigio che, intenzionato a catturarlo lo colpisce a tradimento dopo averlo ingannato. Portato nel covo del Capo il ragazzo viene sottoposto all'esperimento che incrementa nuovamente il cervello di Leader e ritorna nelle sue sembianze naturali, perdendo per sempre il potere di Hulk.
- Rick Jones compare in Iron Man: Armored Adventures.
- Rick Jones compare come Bomba - A in Ultimate Spider-Man.
- Rick Jones compare come Bomba - A tra i protagonisti di Hulk e gli agenti S.M.A.S.H.. In una strizzata d'occhio alle precedenti identità segrete della versione a fumetti del personaggio, Rick pensa come nomi per la sua identità segreta a Bucky ed "Hulk Adolescente"[11]

### Videogiochi
- Rick Jones compare in The Incredible Hulk: The Pantheon Saga.
- Rick Jones compare in The incredibile Hulk.
- Rick Jones / Bomba - A compare in Marvel: La Grande Alleanza.
- Rick Jones compare ne L'incredibile Hulk, ispirato all'omonimo film.
- Rick Jones / Bomba - A compare in Marvel: Avengers Alliance.
- Rick Jones compare in Marvel Heroes.
- Rick Jones / Bomba-A compare come personaggio giocabile in LEGO Marvel Super Heroes.
- Rick Jones / Abominio compare in Marvel: Sfida dei Campioni.
- Rick Jones / Bomba - A / Capitan Marvel / Nova compare in Marvel Avengers Academy.
- Rick Jones / Bomba-A compare come personaggio giocabile in LEGO Marvel's Avengers.
- Rick Jones / Bomba-A compare come personaggio giocabile in LEGO Marvel Super Heroes 2.